# Małgorzata Rydz
Małgorzata Rydz (Polonia, 18 de enero de 1967) es una atleta polaca retirada especializada en la prueba de 1500 m, en la que consiguió ser medallista de bronce europea en pista cubierta en 1996.

## Carrera deportiva
En el Campeonato Europeo de Atletismo en Pista Cubierta de 1996 ganó la medalla de bronce en los 1500 metros, con un tiempo de 4:10.50 segundos, tras la portuguesa Carla Sacramento y la rusa Yekaterina Podkopayeva.